# Salvador Mariona
Salvador Antonio Mariona Rivera (Santa Tecla, 27 dicembre 1943) è un allenatore di calcio ed ex calciatore salvadoregno, di ruolo difensore.

## Carriera
Prese parte con la Nazionale salvadoregna ai Mondiali del 1970.